# 福爾摩沙部隊
福爾摩沙部隊（波蘭語：Jednostka Wojskowa Formoza，縮寫：JW Formoza），是一支隸屬於波蘭特種部隊（波蘭軍的第四軍種）下的特種部隊，其功能等同其他國家海軍的蛙人部隊。Jednostka Wojskowa相當於英文的military unit。這支部隊的駐地在格丁尼亚，Formoza即波蘭語的「Formosa」。福爾摩沙部隊的官方代號是4026部隊。

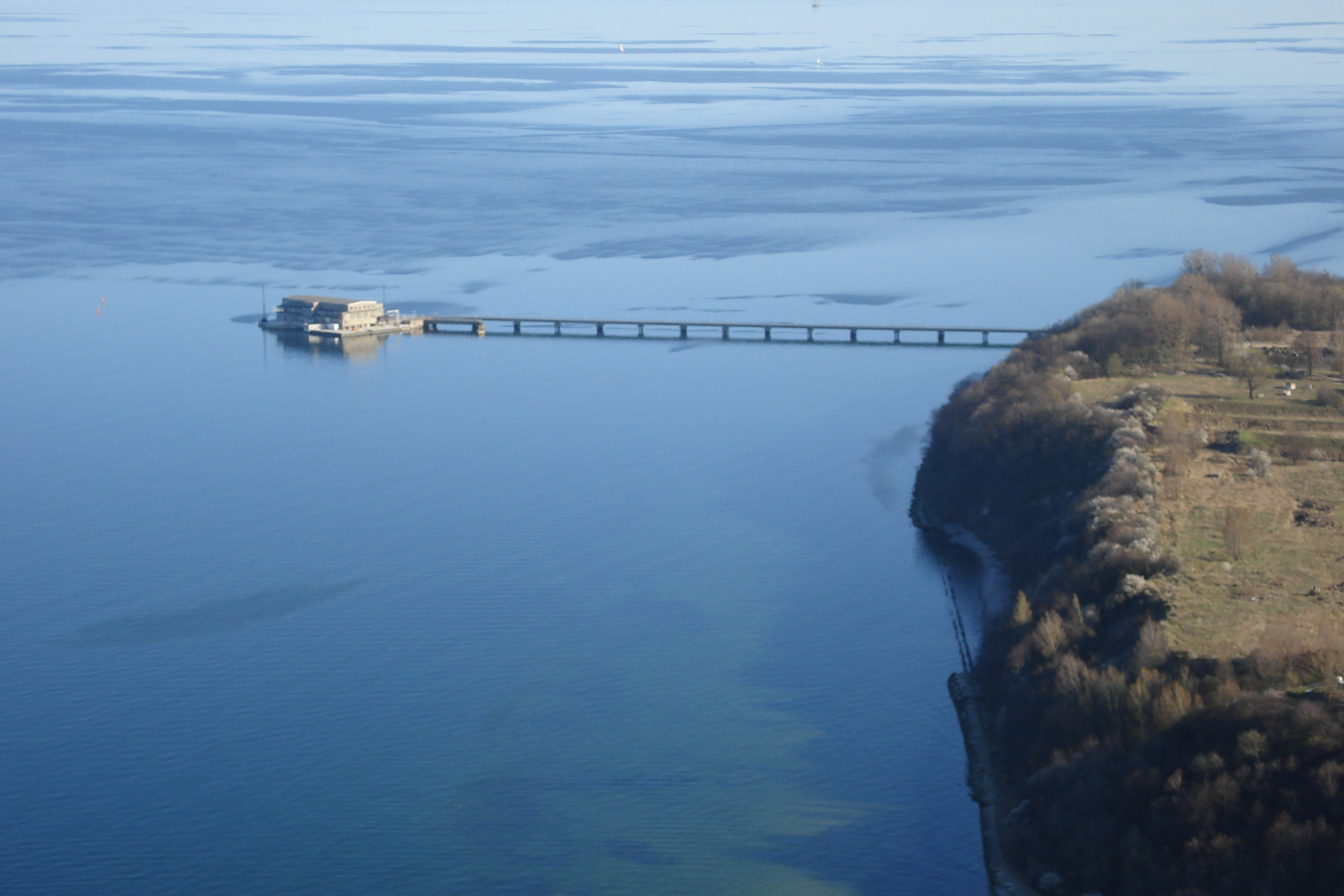
Torpedownia的部分景觀

這個部隊的現今名稱是取自位於格丁尼亚市Oksywie區，格丁尼亚軍港的「Torpedownia人工島」，也是部隊的訓練基地。該地原為納粹德國佔領波蘭時期的魚雷測試中心，後於戰爭被炸毀；1979年重建時，改稱為Formoza，恰巧和臺灣的通稱「福爾摩沙」同名。

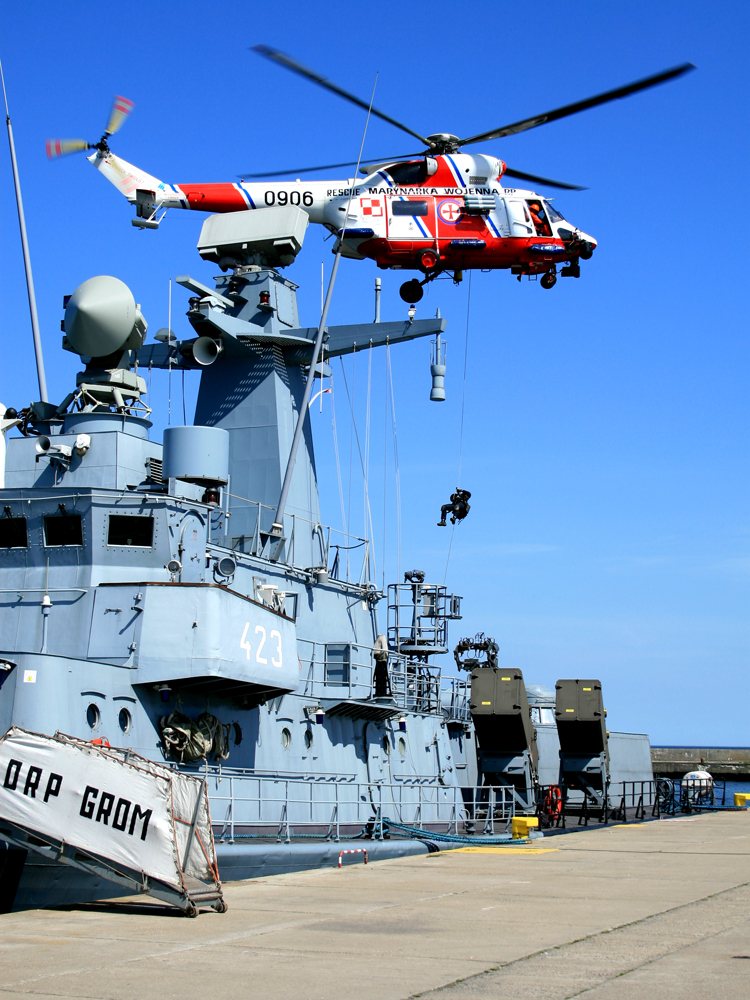
2008年訓練照